# Rue des Chalets (Le Kremlin-Bicêtre et Ivry-sur-Seine)
La rue des Châlets est une voie de circulation qui marque la limite entre Le Kremlin-Bicêtre et Ivry-sur-Seine. Elle est par ailleurs limitrophe de Paris.

## Situation et accès
La rue des Châlets, relativement courte, ne rencontre sur son tracé aucune autre voie. Sa desserte est effectuée par la station de métro Porte de Choisy.

## Origine du nom
Cette rue tire probablement son nom des nombreux cabanons qui peuplaient la Zone au-delà du boulevard Massena. Ainsi existe une rue du Chalet à Malakoff.
Il est à noter que la commune d'Ivry-sur-Seine orthographie incorrectement chalets avec un accent circonflexe sur le Â.

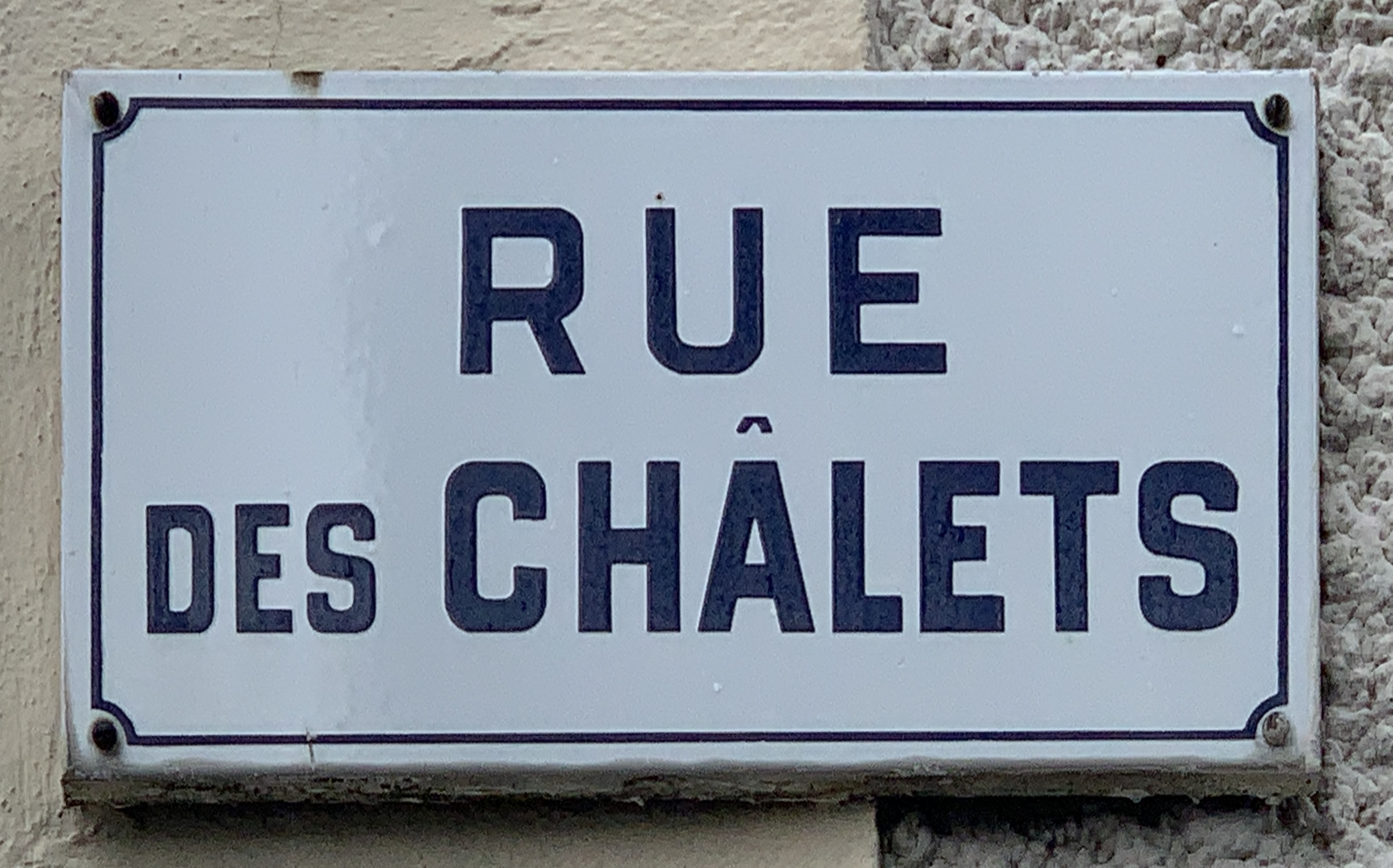
Plaque à Ivry-sur-Seine
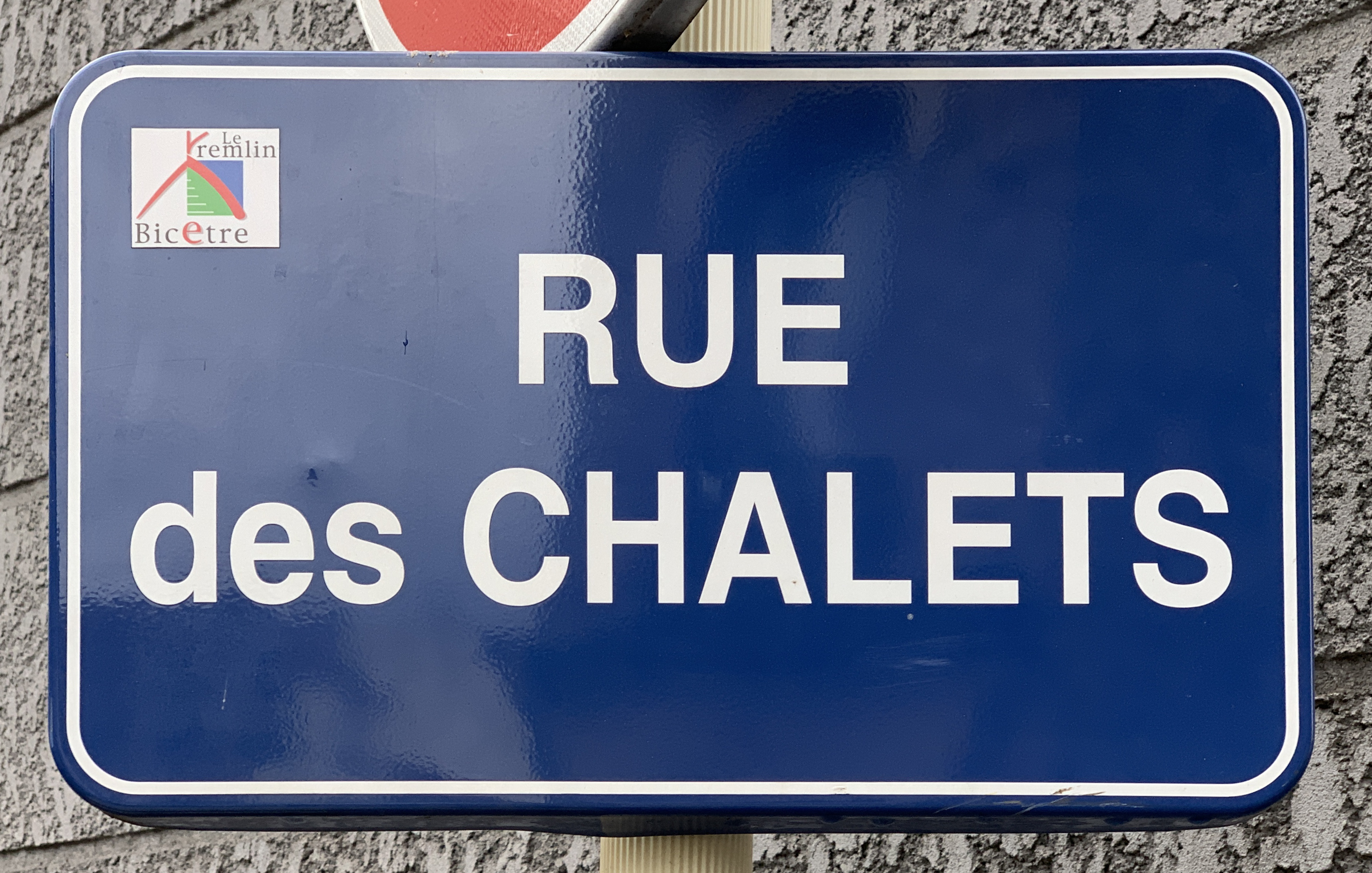
Plaque au Kremlin-Bicêtre

## Historique
Elle fait partie des voies de la banlieue parisienne pénétrant dans Paris, représentées en 1971 par Eustachy Kossakowski dans une série photographique intitulée 6 mètres avant Paris.